# Алер, Пауль
Пауль (Павел) Алер (нем. Paul Aler; лат. Paulus Aler; 9 ноября 1656, Сен-Вит — 2 мая 1727, Дюрен) — иезуит, философ, теолог, писатель и педагог XVII—XVIII веков, представитель второй схоластики.

## Биография
Пауль Алер родился 9 ноября 1656 г. в Санкт-Фейте (нем. Sankt Vith) в Великом герцогстве Люксембург.
Алер вступил в иезуитский орден в 1676 году и стал преподавателем в Collegium Tricoronatum. Некоторое время он преподавал в Кёльне философию, богословие и словесные науки, потом стал профессором богословия в |Трирском университете и, наконец, начальником разных гимназий.
Особенное внимание обращал на драматические представления гимназистов, для которых завел даже театр и писал латинские и немецкие трагедии. Из его разнообразных сочинений по теологии, философии, языкознанию и поэзии наибольшей известностью пользуется «Gradus ad Parnassum», которое очень часто перепечатывалось и ещё теперь принято во многих гимназиях.
Пауль Алер скончался 2 мая 1727 года в Дюрене.

## Трехчастная философия (Philosophia Tripartita)
Трёхчастная философия (Philosophia Tripartita) — трёхтомный трактат, включающий в себя:
1. Логику (Philosophiae Tripartitae. Pars I, sive Logica).
2. Физику (Philosophiae Tripartitae. Pars II, sive Physica).
3. Психологию и метафизику (Philosophiae Tripartitae. Pars III, sive Anima et Metaphysica).

## Труды
- Gradus ad Parnassum, Sive Novus Synonymorum, Epithetorum, Et Phrasium Poeticarum Thesaurus: Elegantias, Flavissas Poeticas, Parnassum Poeticum, Thesaurum Virgilii, Smetium, Ianuam Musarum, aliosque id genus Libros ad Poesim necessarios complectens. 1687.
- Conclusiones ex universa philosophia: Circa Quaestiones maxime controversas Assertae, Authoritate Philosophi, Et Doctoris Angelici Roboratae, Argumentis a Ratione Desumptis Confirmatae, 3 vol., 1692.
- Orthographia, Sive Ars Emendata Scribendi: Ex variis, iisque probatis Authoribus compendiose, & exacte composita, Atque in gratiam Studiosae Iuventutis separatim praelo data, 1699.
- Praxis poetica sive methodus quodcunque genus carminis facile et eleganter componendi, 1702.
- Philosophia tripartita, 1710.
- Ansberta Sive Amor Conjugalis: Tragoedia, 1711
- Dictionarium Germanico-Latinum, 1717.